# Rhodognaphalon brevicuspe
Rhodognaphalon brevicuspe é uma espécie de angiospérmica da família Bombacaceae.
Pode ser encontrada nos seguintes países: Camarões, República do Congo, República Democrática do Congo, Costa do Marfim, Gabão, Gana, Nigéria e Serra Leoa.
Está ameaçada por perda de habitat.